# Buddelundiella caprae
Buddelundiella caprae là một loài chân đều trong họ Buddelundiellidae. Loài này được Brian miêu tả khoa học năm 1954.